# Xã Yellowstone, Quận McKenzie, Bắc Dakota
Xã Yellowstone (tiếng Anh: Yellowstone Township) là một xã thuộc quận McKenzie, tiểu bang Bắc Dakota, Hoa Kỳ. Năm 2010, dân số của xã này là 417 người.